# Cucumber
Cucumber est une census-designated place située dans le comté de McDowell, dans l’État de Virginie-Occidentale, aux États-Unis. Sa population s’élevait à 94 habitants lors du recensement de 2010.

## Origine du nom
Le nom de la localité provient soit de celui du Cucumber Creek , soit des arbres de l’espèce Magnolia acuminata, surnommés cucumber trees en anglais, nombreux dans la région. Elle est la seule localité des États-Unis à porter ce nom.

## Démographie
| Groupe            | Cucumber | Virginie-Occidentale | États-Unis |
| ----------------- | -------- | -------------------- | ---------- |
| Blancs            | 100      | 93,9                 | 72,4       |
| Autres            | 0        | 6,1                  | 27,6       |
| Total             | 100      | 100                  | 100        |
|                   |          |                      |            |
| Latino-Américains | 2,1      | 1,2                  | 16,7       |

Selon l'American Community Survey, pour la période 2011-2015, 100 % de la population âgée de plus de 5 ans déclare parler l'anglais à la maison.

## Galerie photographique

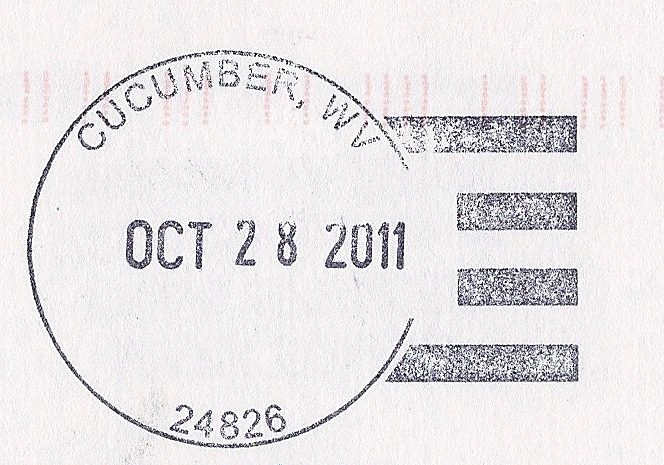
L’oblitération de Cucumber.

## Source
- (en) Cet article est partiellement ou en totalité issu de l’article de Wikipédia en anglais intitulé « Cucumber, West Virginia » (voir la liste des auteurs).

1. ↑  (en) Hamill Kenny, West Virginia Place Names: Their Origin and Meaning, Including the Nomenclature of the Streams and Mountains, Piedmont, WV, The Place Name Press, 1945 (lire en ligne), p. 194.
2. ↑  (en) Armond Moyer et Winifred Moyer, The origins of unusual place-names, Keystone Pub. Associates, 1958 (lire en ligne), p. 30.
3. ↑  (en) « Cucumber, WV Population - Census 2010 and 2000 », sur censusviewer.com.
4. ↑  (en) « Population of West Virginia - Census 2010 and 2000 », sur censusviewer.com.
5. ↑  (en) « Language spoken at home by ability to speak English for the population 5 years and over », sur factfinder.census.gov (consulté le 22 mars 2017).